# Poezii pentru pereți
Poezii Pentru Pereți este albumul de debut al trupei Paraziții, lansat la data de 15 iunie 1995 prin Kromm Studio / Amma Sound pe casetă, iar membrii trupei în acea vreme erau: Tenny-E (Cheloo), B-I-P (Ombladon) și DJ I.E.S.

## Ordinea pieselor
Albumul are 13 cântece, după cum urmează:
| Fața A |                                 |         |  |
| Nr.    | Titlu                           | Lungime |  |
| 1.     | „Intro”                         | 1:00    |  |
| 2.     | „Atac”                          | 4:00    |  |
| 3.     | „Iubirengură”                   | 4:05    |  |
| 4.     | „Rima critică”                  | 2:45    |  |
| 5.     | „Societate” (Feat. Ion Iliescu) | 4:30    |  |
| 6.     | „Jegoșii”                       | 4:05    |  |

| Fața B          |                 |         |  |
| Nr.             | Titlu           | Lungime |  |
| 7.              | „în jur”        | 3:10    |  |
| 8.              | „Care p. care”  | 3:46    |  |
| 9.              | „N.M.P.S.D.”    | 3:30    |  |
| 10.             | „Criza”         | 3:50    |  |
| 11.             | „Hazdenecaz”    | 3:05    |  |
| 12.             | „Cenzurat”      | 1:40    |  |
| 13.             | „Outro”         | 1:05    |  |
| Lungime totală: | Lungime totală: | 40:31   |  |